# Coupe de Luxembourg 1956-1957
La Coppa di Lussemburgo 1956-1957 è stata la 32ª edizione della coppa nazionale lussemburghese disputata tra il 19 agosto 1956 e il 19 maggio 1957 e conclusa con la vittoria dello Spora Luxembourg, al suo quinto titolo.

## Formula
Eliminazione diretta in gara unica.

### 1º Turno preliminare
•Partecipano squadre di Promotion, di 2.Division e 3.Division.
| Squadra 1            | Risultato   | Squadra 2                 |
| -------------------- | ----------- | ------------------------- |
| 19 agosto 1956       |             |                           |
| AS Luxembourg        | 2 − 4       | CS Hollerich              |
| Atert Bissen         | 5 − 2       | Rupensia Larochette       |
| Blo-Weiss Itzig      | 4 − 1       | Mamer 32                  |
| Egalité Weimerskirch | 4 − 1       | Red Boys Aspelt           |
| Jeunesse Useldange   | 4 − 1       | Jeunesse Sportive Koerich |
| Kopstal 33           | 1 − 5       | Claravallis Clervaux      |
| Les Ardoisiers Perlé | 1 − 3       | Mertert                   |
| Luna Oberkorn        | 5 − 0       | US Sandweiler             |
| Minerva Lintgen      | 1 − 2 (dts) | Blo-Weiss Medernach       |
| Mondorf-les-Bains    | 1 − 4       | Sporting Bertrange        |
| Syra Mensdorf        | 7 − 4       | Arminia Weidingen         |

### 2º Turno preliminare
| Squadra 1            | Risultato   | Squadra 2              |
| -------------------- | ----------- | ---------------------- |
| 26 agosto 1956       |             |                        |
| Atert Bissen         | 4 − 6       | Mertert                |
| Claravallis Clervaux | 9 − 0       | Kehlen                 |
| CS Hollerich         | 3 − 2       | Swift Hesperange       |
| Gold a Ro't Wiltz    | 2 − 5       | Blo-Weiss Medernach    |
| Jeunesse 07 Kayl     | 4 − 2       | Jeunesse Hautcharage   |
| Jeunesse Biwer       | 3 − 1       | Syra Mensdorf          |
| Jeunesse Useldange   | 5 − 2 (dts) | Daring Club Echternach |
| Luna Oberkorn        | 4 − 2       | AS Differdange         |
| Marisca Mersch       | 3 − 1       | FC Lorentzweiler       |
| Minière Lasauvage    | 4 − 5       | Blo-Weiss Itzig        |
| Monnerich            | 1 − 0       | US Esch                |
| Niederwiltz          | 2 − 1       | Jeunesse Schieren      |
| SC Rédange           | 8 − 1       | Arantia Berdorf        |
| Sanem                | 0 − 3       | UNA Stressen           |
| Sporting Bertrange   | 0 − 1       | Oberkorn               |
| Sporting Steinfort   | 1 − 3       | Egalité Weimerskirch   |

### 3º Turno preliminare
•Entrano in lizza le squadre di 1.Division
| Squadra 1             | Risultato   | Squadra 2                   |
| --------------------- | ----------- | --------------------------- |
| 23 settembre 1956     |             |                             |
| Blo-Weiss Medernach   | 0 − 2       | Aris Bonnevoie              |
| Blo-Weiss Itzig       | 1 − 3       | Titus Lamadelaine           |
| Blue Boys Muhlenbach  | 1 − 4       | UNA Strassen                |
| Chiers Rodange        | 5 − 1       | Oberkorn                    |
| Egalité Weimerskirch  | 1 − 5       | Progrès Grund               |
| Etzella Ettelbruck    | 5 − 0       | CS Hollerich                |
| Jeunesse Biwer        | 5 − 6       | Jeunesse Wasserbillig       |
| Jeunesse 07 Kayl      | 6 − 3       | US Bascharage               |
| Koeppchen Wormeldange | 3 − 1       | Young Boys Diekirch         |
| Mertert               | 6 − 3       | Claravallis Clervaux        |
| Monnerich             | 1 − 2       | Luna Oberkorn               |
| Niederwiltz           | 7 − 2       | Hamm 37                     |
| Orania Vianden        | 3 − 0       | Marisca Mersch              |
| Racing Rodange        | 5 − 6 (dts) | Remich                      |
| Rapid Neudorf         | 3 − 2       | Résidence Walferdange       |
| Red Black Pfaffenthal | 1 − 4       | Avenir Beggen               |
| Rumelange             | 4 − 1       | Jeunesse Useldange          |
| Sporting Bettembourg  | 4 − 1       | SC Rédange                  |
| The Belval Belvaux    | 4 − 1       | Amis des Sports Schifflange |
| US Dudelange          | 6 − 0       | Pétange                     |

### Sedicesimi di finale
•Entrano il lizza le squadre di Division d'Honneure
| Squadra 1             | Risultato   | Squadra 2                |
| --------------------- | ----------- | ------------------------ |
| 7 ottobre 1956        |             |                          |
| Aris Bonnevoie        | 4 − 5       | Grevenmacher             |
| Avenir Beggen         | 0 − 5       | Red Star Merl            |
| Chiers Rodange        | 9 − 0       | Progrès Grund            |
| Etzella Ettelbruck    | 5 − 8       | US Dudelange             |
| Jeunesse Wasserbillig | 0 − 3       | Stade Dudelange          |
| Koeppchen Wormeldange | 1 − 4       | Union Luxembourg         |
| Mertert               | 1 − 5       | Red Boys Differdange     |
| Niederwiltz           | 1 − 4 (dts) | The National Schifflange |
| Orania Vianden        | 0 − 9       | Spora Luxembourg         |
| Rapid Neudorf         | 5 − 3       | The Belval Belvaux       |
| Remich                | 0 − 3       | Jeunesse Esch            |
| Rumelange             | 2 − 3       | Tetange                  |
| Sporting Bettembourg  | 6 − 7       | Jeunesse 07 Kayl         |
| Titus Lamadelaine     | 1 − 5       | Progrès Niedercorn       |
| UNA Strassen          | 7 −1        | Luna Oberkorn            |
| US Dudelange          | 4 − 4 (dts) | Fola Esch                |

| Squadra 1                   | Risultato | Squadra 2 |
| --------------------------- | --------- | --------- |
| 14 ottobre 1956 (Spareggio) |           |           |
| US Dudelange                | 3 − 2     | Fola Esch |

### Ottavi di finale
| Squadra 1                | Risultato   | Squadra 2          |
| ------------------------ | ----------- | ------------------ |
| 2 dicembre 1956          |             |                    |
| Alliance Dudelange       | 1 − 2       | Jeunesse Esch      |
| Chiers Rodange           | 10 − 1      | US Dudelange       |
| Jeunesse 07 Kayl         | 2 − 1       | UNA Strassen       |
| Progrès Niedercorn       | 2 − 3       | Jeunesse Esch      |
| Rapid Neudorf            | 3 − 4       | Union Luxembourg   |
| Red Boys Differdange     | 2 − 3 (dts) | Spora Luxembourg   |
| Red Star Merl            | 1 − 4       | Progrès Niedercorn |
| Tetange                  | 0 − 4       | Stade Dudelange    |
| The National Schifflange | 1 − 4       | Grevenmacher       |

### Quarti di finale
| Squadra 1          | Risultato | Squadra 2        |
| ------------------ | --------- | ---------------- |
| 17 febbraio 1957   |           |                  |
| Chiers Rodange     | 6 − 1     | Jeunesse 07 Kayl |
| Grevenmacher       | 1 − 3     | Stade Dudelange  |
| Progrès Niedercorn | 2 − 3     | Jeunesse Esch    |
| Union Luxembourg   | 0 − 2     | Spora Luxembourg |

### Semifinali
| Squadra 1       | Risultato  | Squadra 2        |
| --------------- | ---------- | ---------------- |
| 17 marzo 1957   |            |                  |
| Stade Dudelange | 4 − 1      | Chiers Rodange   |
| Jeunesse Esch   | 3 − 3(dts) | Spora Luxembourg |

| Squadra 1                  | Risultato | Squadra 2     |
| -------------------------- | --------- | ------------- |
| 30 aprile 1957 (Spareggio) |           |               |
| Spora Luxembourg           | 4 − 0     | Jeunesse Esch |

## Finale
| Arbitro: | Blitgen |

|                       |           |               |
| Simon 10’ Fiedler 26’ | Marcatori | 84’ Meylender |

| Spora Luxembourg | Stade Dudelange |

### Formazioni
| Spora Luxembourg |    |                     |  |     |  |
|                  |    |                     |  |     |  |
| POR              | 1  | Nicolas Kips        |  |     |  |
| DIF              | 2  | Franz Dittmann      |  |     |  |
| DIF              | 3  | Heinz Bodenhausen   |  |     |  |
| DIF              | 4  | Pierre Remy         |  |     |  |
| DIF              | 5  | Fernando Brosius    |  |     |  |
| DIF              | 6  | Marc Boreaux        |  |     |  |
| CEN              | 7  | Fernand Simon       |  | 10’ |  |
| CEN              | 8  | Jean Kremer         |  |     |  |
| ATT              | 9  | Léon Letsch         |  |     |  |
| ATT              | 10 | Willy Macho         |  |     |  |
| ATT              | 11 | Jean-Pierre Fiedler |  | 26’ |  |
| A disposizione:  |    |                     |  |     |  |
| Allenatore:      |    |                     |  |     |  |
| ?                |    |                     |  |     |  |

| Stade Dudelange |    |                    |  |  |     |
|                 |    |                    |  |  |     |
| POR             | 1  | Benny Michaux      |  |  |     |
| DIF             | 2  | Erny Brenner       |  |  |     |
| DIF             | 3  | Remy Michaux       |  |  |     |
| DIF             | 4  | Armando Bissen     |  |  |     |
| DIF             | 5  | Gusty Back         |  |  |     |
| DIF             | 6  | Jean-Pierre Fandel |  |  |     |
| CEN             | 7  | Jos Schlesser      |  |  |     |
| CEN             | 8  | Jean Halsdorf      |  |  |     |
| ATT             | 9  | Nicolas Kettel     |  |  |     |
| ATT             | 10 | Jos Rongoni        |  |  |     |
| ATT             | 11 | Gilbert Meylender  |  |  | 84’ |
| A disposizione: |    |                    |  |  |     |
| Allenatore:     |    |                    |  |  |     |
| ?               |    |                    |  |  |     |